# Døde i 2004
Døde i 2004   er en liste over notable personer, der er afgået ved døden i 2004  . 

## Januar
|  |

- 7. januar – Ingrid Thulin, svensk skuespillerinde (født 1926).
- 16. januar – Kalevi Sorsa, finsk politiker (født 1930).
- 23. januar – Helmut Newton, tysk-australsk fotograf (født 1920).
- 25. januar – Miklós Fehér, ungarsk fodboldsspiller (født 1979).
- 29. januar – Janet Frame, newzealandsk forfatter (født 1924).
- 31. januar – Eleanor Holm, amerikansk svømmer (født 1913).

## Februar
|  |

- 6. februar – Jørgen Jersild, dansk komponist og musikpædagog (født 1913).
- 7. februar – Otto Hænning, dansk komponist, guitarist og visesanger (født 1916).
- 14. februar – Marco Pantani, italiensk professionel cykelrytter (født 1970).
- 15. februar – Hasse Ekman, svensk filminstruktør, manuskriptforfatter og skuespiller (født 1915).
- 17. februar – Thorkil Ebert, dansk arkitekt og maler (født 1928).
- 18. februar – Børge Munk Jensen, dansk journalist (født 1915).
- 19. februar – Archibald Paton Thornton, canadisk historiker (født 1921).
- 21. februar – Francesco Cristofoli, dansk dirigent, kapelmester og operachef (født 1932).

## Marts
| - Peter Ustinov |

- 5. marts – Thorkild Bjørnvig, dansk digter og forfatter (født 1918).
- 16. marts – Børge Nagel, dansk arkitekt (født 1921).
- 20. marts – Bernhard Christensen, dansk komponist og pianist (født 1906).
- 26. marts – Jan Sterling, amerikansk skuespillerinde (født 1921).
- 28. marts – Peter Ustinov, engelsk skuespiller, UNICEF- og UNESCO-ambassadør (født 1921).

## April
|  |

- 1. april – Carrie Snodgress, amerikansk skuespillerinde (født 1945).
- 6. april – Larisa Bogoraz, russisk systemkritiker og menneskerettighedsaktivist (født 1929).
- 10. april – Jacek Kaczmarski, polsk digter og forfatter (født 1957).
- 10. april – Bertil Göransson, svensk roer (født 1919).
- 18. april – Kamisese Mara, første Fijis premierminister og Fijis præsident (født 1920).
- 19. april – Boje Lundgaard, dansk arkitekt og professor (født 1943).
- 24. april – Mogens 'Mugge' Hansen, dansk hofreporter (født 1937).
- 24. april – Estée Lauder, amerikansk virksomhedsgrundlægger (født 1906).
- 30. april – Heather Brigstockes, Baroness Brigstockes, britisk pædagog (født 1929).

## Maj
| - Alan King |

- 1. maj – Jørgen Mogensen, dansk tegneserietegner (født 1922).
- 1. maj – Ejler Bille, dansk billedhugger og maler (født 1910).
- 5. maj – Kate Mundt, dansk skuespiller (født 1930).
- 5. maj – Ritsuko Okazaki, japanske singer-songwriter og forfatter (født 1959).
- 6. maj – Sir John Hill, britisk politibetjent (født 1914).
- 8. maj – Ronnie Robinson amerikansk basketballspiller (født 1951).
- 9. maj – Alan King, amerikansk komiker og skuespiller (født 1927).
- 17. maj – Jørgen Nash, dansk multikunstner (født 1920).
- 23. maj – Elsebeth Reingaard, dansk skuespiller (født 1947).
- 24. maj – Des Asmussen, dansk tegner og illustrator (født 1913).
- 28. maj – Mads Stage, dansk tegner (født 1922).
- 30. maj – Ole Wivel, dansk forfatter og forlagsdirektør (født 1921).

## Juni
| - Ronald Reagan - Ray Charles |

- 5. juni – Ronald Reagan, forhenværende amerikansk præsident (født 1911).
- 5. juni – Iona Brown, engelsk violinist og dirigent (født 1941).
- 7. juni – Quorthon, svensk musiker (født 1966).
- 8. juni – Karl Toosbuy, dansk grundlægger. (født 1928).
- 10. juni – Ray Charles, amerikansk pianist og sanger (født 1930).
- 13. juni – Jørn Larsen, dansk maler og billedhugger (født 1926).
- 29. juni – Grethe Thordahl, dansk skuespillerinde (født 1926).
- 30. juni - Poul Hansen, dansk Bowling spiller, og Cykelrytter (født 1936).

## Juli
| - Marlon Brando - Thomas Klestil - Zenko Suzuki - Jerry Goldsmith |

- 1. juli – Marlon Brando, amerikansk filmskuespiller (født 1924).
- 3. juli – Andrian Nikolajev, sovjetisk kosmonaut (født 1929).
- 4. juli – Jean-Marie Auberson, schweizisk violinist og dirigent (født 1920).
- 6. juli – Thomas Klestil, Østrigs præsident (født 1932).
- 6. juli – Eric Douglas, amerikansk skuespiller (født 1958).
- 9. juli – Isabel Sanford, amerikansk skuespiller (født 1917).
- 13. juli – Carlos Kleiber, østrigsk-argentinsk dirigent (født 1930).
- 13. juli – Erik Hovby Jørgensen, dansk skuespiller (født 1953).
- 14. juli – Germano de Figueiredo, portugisisk fodboldspiller (født 1932).
- 16. juli – Charles W. Sweeney, amerikansk pilot (født 1919).
- 19. juli –  Zenko Suzuki, japansk politiker (født 1911).
- 21. juli –  Jerry Goldsmith, filmkomponist (født 1929).
- 21. juli – Benny Poulsen, dansk skuespiller (født 1942).
- 21. juli – Edward B. Lewis, amerikansk genetiker og nobelprismodtager (født 1918).
- 22. juli – Sacha Distel, fransk sanger (født 1933).
- 23. juli – Serge Reggiani, italiensk-fransk skuespiller (født 1933).
- 28. juli – Francis Crick, engelsk biolog og nobelprismodtager (født 1916).
- 31. juli – Virginia Grey, amerikansk skuespillerinde (født 1917).
- 31. juli – Laura Betti, italiensk skuespillerinde (født 1927).

## August
| - Rick James - Czesław Miłosz - Elmer Bernstein |

- 3. august – Henri Cartier-Bresson, fransk fotograf (født 1908).
- 6. august – Rick James, amerikansk musiker og sangskriver (født 1948).
- 7. august – Gordon Smith, skotsk fodboldspiller (født 1924).
- 8. august – Fay Wray, canadisk-amerikansk skuespillerinde (født 1907).
- 11. august – Wolfgang Mommsen, tysk historiker (født 1930).
- 13. august – Claus Strandberg, dansk skuespiller (født 1948).
- 14. august – Czesław Miłosz, polsk forfatter. Modtog Nobelprisen i litteratur i 1980 (født 1911).
- 15. august – Sune Bergström, svensk biokemiker og nobelprismodtager (født 1916).
- 18. august – Elmer Bernstein, amerikansk komponist (født 1922).
- 20. august – Lars Åkirke, dansk maler (født 1926).
- 27. august – Jodle Birge, dansk musiker (født 1945).
- 27. august – Finn Ejnar Madsen, dansk psykolog og oprører (født 1943).

## September
| - Ove Sprogøe - Russ Meyer |

- 8. september – Kelvin Lindemann, dansk forfatter (født 1911).
- 12. september – Hemming Hartmann-Petersen, dansk programsekretær, forfatter og musiker (født 1923).
- 14. september – Ove Sprogøe, dansk skuespiller (født 1919).
- 18. september – Russ Meyer, amerikansk filminstruktør (født 1922).
- 20. september – Brian Clough, engelsk fodboldtræner (født 1935).
- 27. september – Morti Vizki, dansk forfatter (født 1963).

## Oktober
| - Janet Leigh - Christopher Reeve |

- 1. oktober – Richard Avedon, amerikansk fotograf (født 1923).
- 3. oktober – Janet Leigh, amerikansk skuespillerinde (født 1927).
- 4. oktober – Gordon Cooper, amerikansk astronaut (født 1927).
- 8. oktober – Bent Grasten, dansk manuskriptforfatter (født 1925).
- 9. oktober – Jacques Derrida, fransk filosof (født 1930).
- 10. oktober – Christopher Reeve, amerikansk skuespiller (født 1952).
- 13. oktober – Grethe Holmer, dansk skuespillerinde (født 1924).
- 15. oktober – Per Højholt, dansk forfatter (født 1928).
- 17. oktober – John Idorn, dansk journalist (født 1933).
- 17. oktober - Julius W Harris, amerikansk skuespiller (født 1923).
- 24. oktober – Bent Noack, dansk teolog (født 1915).
- 29. oktober – Alice Christabel Montagu Douglas Scott, engelsk prinsesse (født 1901).
- 29. oktober – Vaughn Meader, amerikansk Grammy-vindende komiker og JFK imitator, emfysem (født 1936).
- 31. oktober – Don Briscoe, amerikansk scene og tv-skuespiller (Dark Shadows) (født 1940).

## November
| - Yasser Arafat |

- 2. november – Theo van Gogh, hollandsk filminstruktør (født 1957).
- 5. november – Poul Nyboe Andersen, dansk politiker, økonom og minister (født 1913).
- 9. november – Stieg Larsson, svensk journalist og forfatter (født 1954).
- 11. november – Yasser Arafat, palæstinensisk leder (født 1929).
- 11. november – Dayton Allen, amerikansk skuespiller (født 1919).
- 12. november – Sonja Rindom, dansk oversætter (født 1904).
- 19. november – Tage Lyneborg, dansk kapelmester (født 1914).
- 20. november – Anne Jerichow, dansk speakerpige (født 1934).
- 24. november – Arthur Hailey, britisk-født forfatter (født 1920).

## December
| - Prins Bernhard af Nederlandene - Susan Sontag - Jerry Orbach - Gérard Debreu |

- 1. december – Prins Bernhard af Nederlandene, hollandsk prins (født 1911).
- 4. december – Carl Esmond, østrigsk skuespiller (født 1902).
- 8. december – Dimebag Darrell Abbott, amerikansk guitarist i Pantera (født 1966). – myrdet
- 12. december – Frits Helmuth, dansk skuespiller (født 1931).
- 17. december – Ib Mossin, dansk skuespiller (født 1933).
- 18. december – Takamatsu Kikuko, japansk prinsesse (født 1911).
- 19. december – Herbert C. Brown, engelsk kemiker og nobelprismodtager (født 1912).
- 23. december – P.V. Narasimha Rao, indisk politiker (født 1921).
- 28. december – Susan Sontag, amerikansk forfatter (født 1933).
- 28. december – Jerry Orbach, amerikansk skuespiller (født 1935).
- 29. december – Holger Jensen, dansk arkitekt (født 1918).
- 29. december – Julius Axelrod, amerikansk biokemiker og nobelprismodtager (født 1912).
- 31. december – Gérard Debreu, fransk økonom og matematiker (født 1921).